# Tömörbulag, Khövsgöl
Tömörbulag (tiếng Mông Cổ: Төмөрбулаг, mạch nước sắt) là một sum của tỉnh Khövsgöl tại miền bắc Mông Cổ. Vào năm 2009, dân số của sum là 4.174 người.

## Lịch sử
Sum Tömörbulag được thành lập, cùng với toàn bộ tỉnh Khövsgöl, vào năm 1931. Vào năm 1933, nó có 3.000 cư dân trong 800 hộ gia đình, và khoảng 96.000 đầu gia súc. Năm 1956, nó trở thành một phần của sum Bürentogtokh, nhưng lại bị chia tách lần nữa vào năm 1959. Negdel địa phương Dabshilt được thành lập vào năm 1934.

## Địa lý
Sum có diện tích khoảng 2.510 km², 1,950 km² trong đó là đồng cỏ. Trung tâm sum, Jargalant (tiếng Mông Cổ: Жаргалант), nằm gần sông Bügsiin, cách tỉnh lị Mörön 75 km về phía nam, và cách thủ đô Ulaanbaatar 714 km.

### Khí hậu
Khu vực có khí hậu bán khô hạn. Nhiệt độ trung bình hàng năm ở khu vực xung quanh là 2 °C. Tháng ấm nhất là tháng 7, khi nhiệt độ trung bình là 20 °C và lạnh nhất là tháng 12, với -18 °C. Lượng mưa trung bình hàng năm là 334 milimét. Tháng mưa nhiều nhất là tháng 7, với lượng mưa 83 mm. Tháng khô nhất là tháng 1, với lượng mưa 2 mm.

## Kinh tế
Vào năm 2004, có khoảng 133.000 đầu gia súc, trong đó có 76.000 con dê, 44.000 con cừu, 6.700 bò nhà và bò yak, 6.200 con ngựa và 41 con lạc đà. Sum đặc biệt được biết đến với một giống dê địa phương. Một mỏ than đã được mở vào năm 1999. Kể từ năm 2007, trung tâm sum không được kết nối với lưới điện cũng như các dịch vụ điện thoại di động.